# Kanton Cuenca
Der Kanton Cuenca befindet sich in der Provinz Azuay im Süden von Ecuador. Er besitzt eine Fläche von 3104 km². Im Jahr 2020 lag die Einwohnerzahl schätzungsweise bei 637000. Verwaltungssitz des Kantons ist die Provinzhauptstadt Cuenca mit 330.000 Einwohnern (Stand 2010). Der Kanton Cuenca wurde im Jahr 1824 eingerichtet.

## Lage
Der Kanton Cuenca erstreckt sich über den Nordwesten der Provinz Azuay und umfasst mehr als ein Drittel der Provinz. Das Gebiet liegt in den Anden und umfasst das Einzugsgebiet des Río Cuenca, linker Quellfluss des Río Paute. Der tiefste Punkt liegt am Zusammenfluss von Río Cuenca und Río Santa Bárbara auf einer Höhe von 2200 m. Der höchste Punkt ist der 4524 m hohe Cerro Patul an der nordwestlichen Kantonsgrenze. Die Fernstraßen E35 (Loja–Riobamba) und E40 (Guayaquil–Santiago de Méndez) führen durch das Kantonsgebiet.
Der Kanton Cuenca grenzt im Osten und im Südosten an die Kantone Paute, Gualaceo und Sígsig, im Süden an die Kantone Girón, San Fernando und Santa Isabel, im Südwesten an den Camilo Ponce Enríquez, im Nordwesten an den Kanton Naranjal der Provinz Guayas sowie im Norden an die Kantone Cañar, Biblián, Déleg und Azogues, alle vier in der Provinz Cañar.

## Verwaltungsgliederung
Der Kanton Cuenca ist in 15 Parroquia urbana („städtisches Kirchspiel“) sowie in 21 Parroquias rurales („ländliches Kirchspiel“) gegliedert.
| Parroquias urbanas     | Parroquias urbanas | Parroquias urbanas |
| ---------------------- | ------------------ | ------------------ |
|                        | 1. San Sebastián   | 10. Huayna Cápac   |
| 2. El Batán            | 11. Hermano Miguel |                    |
| 3. Yanuncay            | 12. El Vecino      |                    |
| 4. Bellavista          | 13. Totoracocha    |                    |
| 5. Gil Ramírez Dávalos | 14. Monay          |                    |
| 6. El Sagrario         | 15. Machángara     |                    |
| 7. San Blas            |                    |                    |
| 8. Cañaribamba         |                    |                    |
| 9. Sucre               |                    |                    |
|                        |                    |                    |

| Parroquias rurales                            | Parroquias rurales                     | Parroquias rurales |
| --------------------------------------------- | -------------------------------------- | ------------------ |
|                                               | 1. Molleturo                           | 12. Ricaurte       |
| 2. Chaucha                                    | 13. Parroquias urbanas                 |                    |
| 3. Sayausí                                    | 14. Paccha                             |                    |
| 4. Chiquintad                                 | 15. Nulti                              |                    |
| 5. Checa (oder Jidcay)                        | 16. Turi                               |                    |
| 6. San Joaquín                                | 17. El Valle                           |                    |
| 7. Baños                                      | 18. Santa Ana                          |                    |
| 8. Sinincay                                   | 19. Tarqui                             |                    |
| 9. Octavio Cordero Palacios (oder Santa Rosa) | 20. Victoria del Portete (oder Irquis) |                    |
| 10. Sidcay                                    | 21. Cumbe                              |                    |
| 11. Llacao                                    | 22. Quingeo                            |                    |

## Ökologie
Im Westen des Kantons befindet sich der Nationalpark Cajas.